# أوراق شايلوت
أوراق شايلوت Chaillot Papers هي دراسات ونشرات فردية حول مواضيع مختلفة صادرة عن معهد الاتحاد الأوروبي للدراسات الأمنية. تمت كتابتها من قبل باحثي المعهد أو من قبل مؤلفين خارجيين بتكليف من المعهد نفسه. يمكن الاطلاع على الأوراق والنشرات على موقع ويب معهد الاتحاد الأوروبي للدراسات الأمنية،  ويمكن تحميلها بتنسيق PDF. صدرت أوراق شايلوت منذ عام 1991، في البداية عن معهد الدراسات الأمنية في الاتحاد الأوروبي الغربي.

## الروابط الخارجية
- موقع معهد الاتحاد الأوروبي للدراسات الأمنية
- منشورات معهد الاتحاد الأوروبي للدراسات الأمنية